# Будберг, Мария Игнатьевна
Мария (Мура) Игнатьевна Закревская-Бенкендорф-Будберг (6 марта (по другим данным февраль) 1892 год, Полтава, Российская империя — 31 октября 1974 года, Террануова-Браччолини, провинция Ареццо, регион Тоскана, Италия) — международная авантюристка, писательница, предположительно тройной агент ОГПУ, английской и германской разведок. Автор сценариев к фильмам. В первом замужестве Бенкендорф, позднее — баронесса Будберг. В СССР на упоминание в открытой печати о М. И. Закревской-Будберг и характере её отношений с Максимом Горьким был наложен запрет.
Близкие называли её Мурой, а Максим Горький к тому же «железной женщиной» (под заглавием «Железная женщина» вышла в свет биографическая книга о Будберг, написанная Ниной Берберовой). Много лет Мария Игнатьевна состояла в близких отношениях с Горьким, а затем с Гербертом Уэллсом.

## Биография
Дочь И. П. Закревского. Отец внезапно умер в 1905 (или 1906] г. Воспитывалась в полтавском имении матерью. Будучи фрейлиной, вышла замуж за 29-летнего дипломата Ивана Александровича Бенкендорфа (в 1912 году — второй секретарь российского посольства в Берлине), 24 сентября 1911 года в Берлине. С детства свободно владела немецким, французским, английским и итальянским языками. В 1912—1914 годах работала в российском посольстве в Берлине. Жила с мужем в его родовом замке Йендель (рыцарская мыза Янеда) в Эстляндской губернии (входившей тогда в состав Российской империи), двое детей Павел и Таня. Иоанн решил, что ему надо ехать и присмотреть за имением. Мура собиралась последовать за ним вместе с детьми и матерью. Вся семья поехала в Эстонию, но Мура осталась в Петрограде, объяснив это тем, что приедет, как только устроит больную мать. Супруг позже убит крестьянами 19 февраля 1919 года в окрестностях своего замка, дети остаются в Эстонии с гувернанткой. В Петербурге в феврале 1918 года Мура знакомится с английским 32-х летним вице-консулом Робертом Локкартом. Локкарт в своих мемуарах датирует первую встречу временем до Брестского мира:

«В это время я впервые встретился с Мурой <…> Ей было 26 лет. Чистокровная русская, она с высокомерным презрением смотрела на мелочи жизни и отличалась исключительным бесстрашием. Её огромная жизнеспособность, которой она, может быть, была обязана своему железному здоровью, вселяла бодрость во всех, кто приходил с ней в соприкосновение. Где она любила, там был её мир; её жизненная философия делала её хозяйкой всех возможных последствий. Она была аристократка. Она могла бы стать коммунисткой. Она никогда не могла бы быть мещанкой.<…> Она показалась мне очень привлекательной женщиной; разговоры с ней были ярким пятном в моей повседневной жизни. Увлечение началось после». Локкарт. Мемуары британского агента
Американский историк Джонатан Шнир в своей книге «Заговор Локкарта…» указывает дату их первой встречи более точно, 2 февраля 1918 г.

Начало же близких отношений с Марией Бенкендорф сам Брюс Локкарт датирует концом апреля 1918 года.
«В мою жизнь вошло нечто, что оказалось сильнее и прочнее всех других связей...» Локкарт. Мемуары британского агента
При ликвидации в сентябре 1918 года антисоветского т. н. «Заговора трех послов», организованного Р. Локкартом, уже бывшим вице-консулом и главой специальной британской миссии, была арестована сотрудниками ВЧК в его квартире по подозрению в работе на британскую разведку. Локкарт приобщал любовницу к сбору разведывательной информации, используя её способность с лёгкостью входить в доверие к нужным людям. Локкарт ходатайствовал лично о её освобождении, явившись в кабинет к Якову Петерсу, одному из создателей и руководителей ВЧК. Мура была освобождена, и арестован уже сам Локкарт. Впоследствии посещала вместе с Петерсом арестованного Локкарта, в книге передала ему записку «Ничего не говори. Все будет хорошо».
Любовную связь с Петерсом Мура то отрицала, то на вопрос: «Переспали ли вы с Петерсом?» отвечала: «Конечно!». В сентябре умирает её больная мать. После освобождения в октябре 1918 года Локкарт вернулся в Англию, и Закревская осталась в Москве в одиночестве.
Познакомилась с Корнеем Чуковским, который работал в издательстве «Всемирная литература». Мура пришла к нему просить переводов: она прекрасно знала английский и хотела переводить Уайльда и Голсуорси. Корней Иванович переводов ей не дал, зато поручил конторскую работу, с которой Мура справлялась великолепно.

С 52-летним М. Горьким их познакомил Корней Чуковский, порекомендовав Горькому Марию Игнатьевну в качестве секретаря. Он же описал первое совместное редакционное заседание:
«Как ни странно, Горький хоть и не говорил ни слова ей, но всё говорил для неё, распустив весь павлиный хвост. Был очень остроумен, словоохотлив, блестящ, как гимназист на балу».
Познакомилась с Максимом Горьким осенью 1919 года и тогда же вошла в его ближайшее окружение, стала его секретарём, а затем и гражданской женой. Жила в доме Горького на Кронверкском проспекте (с небольшими перерывами) с 1920 года до его возвращения в СССР в 1933 году. По сведениям семьи, была секретарём Горького с 1923 по 1932 год. Горький организовал и второй, фиктивный брак Марии Закревской, оплатил большие карточные долги некоего барона Будберга, взамен сосватав ему свою протеже. В Эстонии у неё оставались дети от первого мужа, замужество давало ей эстонское гражданство и право свободно посещать их. Так Мура стала баронессой Будберг. Высоко одарённая, эрудированная, с хорошим знанием иностранных языков, Будберг стала для Горького незаменимой помощницей. «Без неё я — как без рук и без языка», — говорил Горький, посвятивший ей свой последний роман «Жизнь Клима Самгина». Переводила произведения Горького и других современных русских писателей на английский язык. Взяла в свои руки переговоры с издателями, переводчиками, режиссёрами за рубежом.
В 1922 году выезжала в Эстонию. Когда Горький уехал из России — в Сорренто, где прожил много лет, — Мура присоединилась к нему. Она закупала рукописи для фирмы, которая публиковала иностранные произведения на русском языке. Не раз пересекала весь континент, встречалась с ведущими европейскими писателями. Однажды виделась с Муссолини, которому пожаловалась на слежку за Горьким. «Мы не следим за ним, — ответил итальянский диктатор. — Мы следим за вами».

Будберг перешли все права на зарубежные издания Горького после его смерти.
«Уэллс не пропускает ни одной юбки. Такого бабника мир не видел, не знал. А вот Горький — когда он с тобой, такое впечатление, что в мире других женщин не существует даже теоретически». Мария Будберг
В 1920 году познакомилась с английским писателем Г. Уэллсом и стала его любовницей. Связь возобновилась в 1933 году в Лондоне, куда она уехала, расставшись с Горьким. Близкие отношения с Уэллсом продолжались до смерти писателя. Он просил её выйти за него замуж, но она отказалась (в сведениях, восходящих к Т. И. Александер, дочери Будберг, её мать названа «женой Уэллса»). Жизнь с великим фантастом подарила Муре уникальную возможность общения с писателями, политиками, журналистами, военными и дипломатами, что непрерывно пополняло её информационную копилку. 
«Мура — та женщина, которую я действительно люблю. Я люблю её голос, само её присутствие, её силу и её слабости. Я радуюсь всякий раз, когда она приходит ко мне. Я люблю её больше всего на свете. Мура мой самый близкий человек. Даже когда в досаде на неё я позволяю себе изменить ей или когда она дурно со мной обошлась, и я сержусь на неё и плачу ей тем же, она все равно мне всех милей. И так и будет до самой смерти…» Герберт Уэллс
Живя в Лондоне, тайно встречалась с послом Майским.

## Архив Горького
В монографии «Тайна смерти Максима Горького: документы, факты, версии», подготовленной сотрудниками ИМЛИ им. Горького, находим некоторые факты об отношениях Будберг и Горького:
Существует мнение, что Горький, долго питавший к Будберг нежные чувства, вызвал её в Москву, чтобы проститься перед смертью. Дело, однако, было не в чувствах, которые с его стороны уже угасли, а с её — вряд ли существовали. Речь шла о той части архива, которую Горький, окончательно уезжая из Сорренто в 1931 году, оставил на хранение Будберг. После смерти Максима Пешкова и убийства Кирова писатель потребовал вернуть чемодан. Будберг  приехала в апреле 1936 года, когда писатель был ещё здоров и жил в Тессели. Об этом свидетельствует Черткова, находившаяся постоянно при писателе. Рукописей Будберг не вернула, поэтому при свидании разразилась ссора. Она сразу же отправилась в Москву и вновь приехала лишь к умирающему Горькому. Сидя рядом с ним в чёрной одежде, она, несомненно, знала, что он умирает, и добивалась от него завещания в свою пользу — на гонорары от зарубежных изданий.
Волею судеб Будберг оказалась главным хранителем этого до сих пор не найденного архива. Существует несколько предположений: архив Горького находится в личном архиве Сталина (ныне Архив Президента), привезённом Будберг в апреле 1936 года; по мнению А. И. Овчаренко, архив находится в сейфах Лондонского банка; по рассказу самой Марии Игнатьевны (в беседах с сотрудниками российского Архива А.М. Горького), чемодан с рукописями, её личными письмами  и др. материалами сгорел во время пожара на мызе в Эстонии и, наконец, последнее предположение: незадолго до кончины М.И. Будберг сгорел трейлер, в котором находилась её библиотека и, вероятно, весь архив Горького.
Была в Москве по приглашению Горького в 1935. В 1936 году присутствовала при его кончине и на похоронах, что дало повод ряду исследователей считать её агентом НКВД. После смерти Горького 45-летняя Мария Игнатьевна навсегда уехала в Англию. Больше она никогда не бедствовала: советское правительство оформило её (а не единственную законную (венчанную) жену Горького — Екатерину Пешкову) как наследницу зарубежных изданий Горького, гонорары за которые она получала вплоть до конца своих дней.
В 1951 году, когда британские государственные служащие, бывшие многолетними агентами советской разведки, Гай Бёрджесс и Доналд Маклейн, бежали в СССР, Будберг попала под подозрение контрразведки МИ-5. Основанием послужило то обстоятельство, что Бёрджесс, будучи гомосексуалистом, регулярно посещал её квартиру. Для опроса Будберг к ней был направлен, знакомый с ней лично, агент MI-5 Иона «Клоп» Устинов. Дело окончилось ничем.
Ещё раз была в Москве в конце 1950-х годов (вместе с дочерью А. И. Гучкова), последний раз — в 1968 году (вместе со вдовой Ромена Роллана М. П. Кудашевой-Роллан).
Во время последнего визита была в московском театре «Современник» на спектакле по пьесе М. Ф. Шатрова «Большевики» («Тридцатое августа», 1968). По воспоминаниям[чьим?], выглядела мощной «как танк». При обсуждении спектакля — к удивлению присутствовавших, не подозревавших, кто перед ними, — сказала, что артисты, игравшие чекистов, не похожи на своих реальных прототипов, которые допрашивали её в 1918 году.
Хранила письма М. Горького. Получала из Советского Союза денежные переводы в обмен на обещание воздержаться от их публикации.
Работала в кино: в 1961 снялась в фильме Питера Устинова «Романов и Джульетта», позднее писала сценарии для британских постановок «Чайка» (1968) и «Три сестры» (1970).
В феврале 1970 года умер Брюс Локкарт. После похорон Мура организовала поминки в русском православном кафедральном соборе в Кенсингтоне, на Эннисмор Гарденс, Лондон.
16 сентября 1974 приехала из Англии к сыну в Италию. Жила под Флоренцией. 31 октября скончалась там от рака, по другим данным — 2 ноября 1974 от обширного инфаркта.
Сын Павел Иванович перевёз тело матери в Лондон, где её отпели в православном храме и похоронили 11 ноября 1974 года. Её отпевали в той же церкви, в Кенсингтоне, где ранее устроила поминки по своему первому знаменитому любовнику. Но на этот раз в здании было полно людей. Полная информация о подлинных событиях в жизни Марии Игнатьевны предположительно до сих пор скрыта под грифами «секретно» на различных языках в архивах спецслужб разных стран и остаётся неизвестной исследователям.

## Воспоминания современников
В уже упоминавшейся коллективной монографии «Тайна смерти Максима Горького: документы, факты, версии», подготовленной сотрудниками ИМЛИ им. Горького, даётся такая оценка Марии Игнатьевны: «Смелая авантюристка, без какой-либо политической ориентации, она неоднократно подвергалась аресту (за дружбу и знакомство с неугодными ЧК людьми, за незаконные переходы границы) и по ходатайству Горького освобождалась».
Нина Берберова: «Она любила мужчин, не только своих трёх любовников, но вообще мужчин, и не скрывала этого, хоть и понимала, что эта правда коробит и раздражает женщин и возбуждает и смущает мужчин. Она пользовалась сексом, она искала новизны и знала, где найти её, и мужчины это знали, чувствовали это в ней и пользовались этим, влюбляясь в неё страстно и преданно. Её увлечения не были изувечены ни нравственными соображениями, ни притворным целомудрием, ни бытовыми табу. Секс шёл к ней естественно, и в сексе ей не нужно было ни учиться, ни копировать, ни притворяться. Его подделка никогда не нужна была ей, чтобы уцелеть. Она была свободна задолго до «всеобщего женского освобождения».
Юлий Кагарлицкий: 
«Мария Игнатьевна была женщиной крупной, грузной, но при этом держалась так прямо, двигалась так легко (даже потом, когда взяла в руки палку), была исполнена такой простоты и непринужденного достоинства, что словно бы и не прошло сорока лет с тех пор, как в нее — тоненькую, молоденькую — влюблялись с первого взгляда. <...> Ни до ни после я не встречал людей с такой мерой независимости.».

## Семья
- Сын — Павел Иванович Бенкендорф (11 сентября 1913, Янеда — 1996), по образованию агроном[1].
- Дочь — Татьяна Ивановна Бенкендорф (15 января 1915, Петроград — 2004), в замужестве Александер[1], её дочь — предпринимательница Хелен Александер[англ.][19].

Старшая единокровная сестра М. И. Будберг, Александра «Алла» Игнатьевна Закревская (1887—1960), вышедшая замуж за барона Артура фон Энгельгардта в 1908 году, но разведшаяся с ним в 1909 году, — прабабка британского политика Ника Клегга, лидера партии либеральных демократов в период с декабря 2007 года по май 2015 года и заместителя премьер-министра Соединенного Королевства в парламенте 2010—2015 годов.